# Kanora, Voloveț
Kanora (în ucraineană Канора) este un sat în așezarea urbană Volovăț din raionul Voloveț, regiunea Transcarpatia, Ucraina.

## Demografie
Componența lingvistică a localității Kanora
     Ucraineană (99,37%)
     Alte limbi (0,64%)
Conform recensământului din 2001, majoritatea populației localității Kanora era vorbitoare de ucraineană (99,37%), existând în minoritate și vorbitori de alte limbi.